# Symmetrocapuloidea
De Symmetrocapuloidea zijn een superfamilie van uitgestorven weekdieren uit de klasse van de Gastropoda (slakken).

## Familie
- Symmetrocapulidae Wenz, 1938 †